# Puig de Lanós
El Puig de Lanós és una muntanya de 2.660,5 m d'altitud situada al Massís del Carlit, concretament al límit entre l'Alta Cerdanya, i el Sabartès, al País de Foix, del Llenguadoc (Occitània) al nord, concretament entre els termes comunals d'Angostrina i Vilanova de les Escaldes, Orlun i Merens. Està situat a la punxa de l'extrem nord del terme comunal d'Angostrina i Vilanova de les Escaldes, al sud-oest del d'Orlun i al nord-est del de Merens. És a prop al nord-est del Puig de les Bacivelles i al nord de l'Estany de Lanós.